# يون شين-يونغ
يون شين-يونغ (هانغل: 윤신영) هو لاعب كرة قدم كوري جنوبي في مركز الدفاع، ولد في 22 مايو 1987 في كوريا الجنوبية. لعب مع جيانغسو سونينغ.

## وصلات خارجية
- يون شين-يونغ على موقع رابطة كرة القدم اليابانية للمحترفين (اليابانية)
- يون شين-يونغ على موقع دوري كوريا الجنوبية (الإنجليزية)
- يون شين-يونغ على موقع Soccerway.com (الإنجليزية)